# Hubert Maga
Hubert Maga (10. august 1916 – 8. maj 2000) var præsident af Dahomey (nu Benin) i 1960-63.
Maga var den første præsident i et uafhængigt Dahomey i 1960. Han blev styrtet ved et statskup i 1963. Han var igen en af Dahomeys ledere i 1970-72, men denne regering blev styrtet af Mathieu Kérékou, og Maga blev fængslet indtil 1981.
1. ↑  Navnet er anført på bokmål og stammer fra Wikidata hvor navnet endnu ikke findes på dansk.
2. ↑  Navnet er anført på bokmål og stammer fra Wikidata hvor navnet endnu ikke findes på dansk.
3. ↑  Navnet er anført på bokmål og stammer fra Wikidata hvor navnet endnu ikke findes på dansk.
4. ↑  Navnet er anført på bokmål og stammer fra Wikidata hvor navnet endnu ikke findes på dansk.